# Peine capitale (film)
Pour plus de détails, voir Fiche technique et Distribution.
Peine capitale (Yield to the Night) est un film britannique réalisé par J. Lee Thompson, sorti en 1956.

## Synopsis
Mary Hilton est une jeune femme qui a été toute sa vie maltraitée par tous les hommes qu'elle a pu rencontrer. Le jour où elle pense avoir enfin trouvé l'homme idéal à aimer, elle perds la tête lorsqu'elle apprend que lui aussi la trompe et le tue. 
Reconnue coupable de meurtre et condamnée à la pendaison, elle passe ses dernières semaines dans la cellule des condamnée à mort d’une prison pour femmes. Là-bas, elle se souvient des événements de sa vie qui ont conduit au meurtre.

## Fiche technique
- Titre : Peine capitale
- Titre original : Yield to the Night
- Titre américain : Blonde Sinner
- Réalisation : J. Lee Thompson
- Scénario : John Cresswell et Joan Henry d'après son roman
- Musique : Ray Martin
- Photographie : Gilbert Taylor
- Montage : Richard Best
- Production : Kenneth Harper
- Société de production : Associated British Picture Corporation et Kenneth Harper Production
- Société de distribution : Allied Artists Pictures (États-Unis)
- Pays :  Royaume-Uni
- Genre : Drame
- Durée : 99 minutes
- Dates de sortie : 
  -  Royaume-Uni : 14 juin 1956

## Distribution
- Diana Dors : Mary Hilton
- Yvonne Mitchell : MacFarlane
- Michael Craig : Jim Lancaster
- Marie Ney : le gouverneur
- Geoffrey Keen : l'aumônier
- Liam Redmond : le médecin
- Olga Lindo : Hill
- Joan Miller : Barker
- Marjorie Rhodes : Brandon
- Molly Urquhart : Mason
- Mary Mackenzie : Maxwell
- Harry Locke : Fred
- Michael Ripper : Roy
- Joyce Blair : Doris
- Charles Clay : Bob
- Athene Seyler : Mlle. Bligh
- Peggy Livesey : la sœur-infirmière
- Mona Washbourne : Mme. Thomas
- Alec Finter : M. Thomas
- Marianne Stone : Richardson
- Mercia Shaw : Lucy
- Charles Lloyd Pack : l'avocat
- Dandy Nichols : Mme. Price
- John Charlesworth : Alan
- Frank Hawkins : le sergent de police

## Distinctions
Le film a été présenté en sélection officielle en compétition au Festival de Cannes 1956.